# Cour de circuit

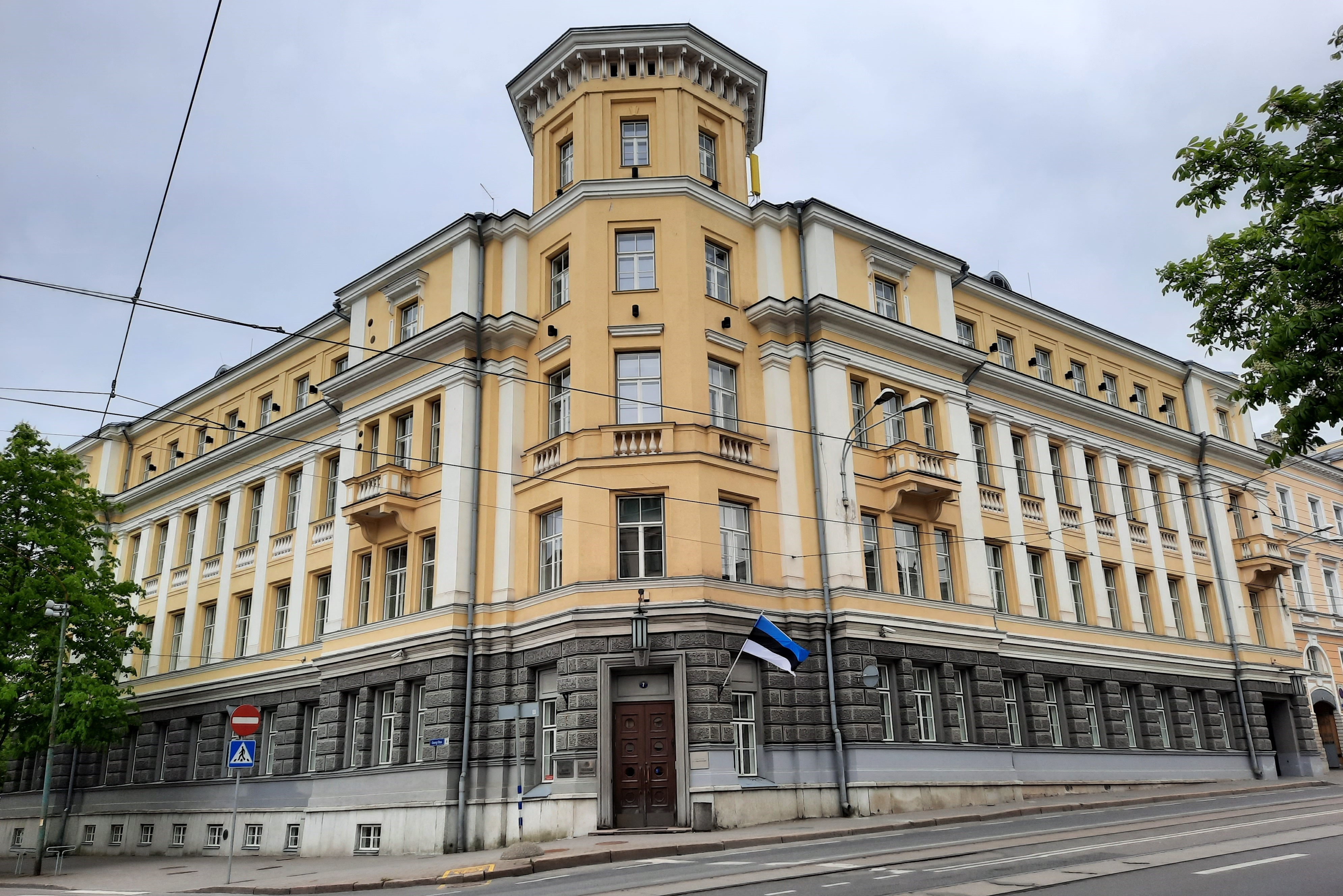
Bâtiment de la cour de circuit de Tallinn.

Une cour de circuit (en anglais : circuit court) est le nom donné à certaines cours de justice dans les pays anglo-saxons. Leur nom provient de ce qu'à l'origine elles tenaient leurs audiences dans de multiples endroits à l'intérieur d'un même district judiciaire ; le ou les juges voyageaient selon un circuit déterminé pour rendre justice. En particulier sur la frontière, aux États-Unis, un juge, suivi d'un groupe de juristes, se déplaçait d'une localité à l'autre. Abraham Lincoln, avant de devenir président, était l'un de ces avocats qui parcourait le circuit de l'Illinois.